# 黒沢幸一
黒沢 幸一（旧字体：黑澤 幸一、くろさわ こういち、1902年（明治35年）10月11日 - 1977年（昭和52年）7月2日）は、昭和期の社会運動家、政治家。衆議院議員。

## 経歴
栃木県河内郡上三川町の農家に生まれる。1924年、日本大学専門部法律科を卒業した。
卒業後は家業に従事し、労農運動に加わる。労農党栃木県連合会の結成や、日本大衆党栃木県連合会の結成に加わり、小作争議の指導を行う。宇都宮市会議員も務めた。1932年、阿久津村事件の首謀者として検挙され懲役3年、また1936年の争議でも検挙され懲役6ヵ月に処せられ服役した。
戦後、日本社会党に入党し、同党栃木県連書記長、同会長、栃木県地方労働委員会会長、栃木機械製作所総務部長などを務めた。1953年4月、第26回衆議院議員総選挙に栃木県第一区から出馬して当選し、衆議院議員を一期務めた。その後、日本社会党栃木県本部顧問となった。